# رقص در اسرائیل

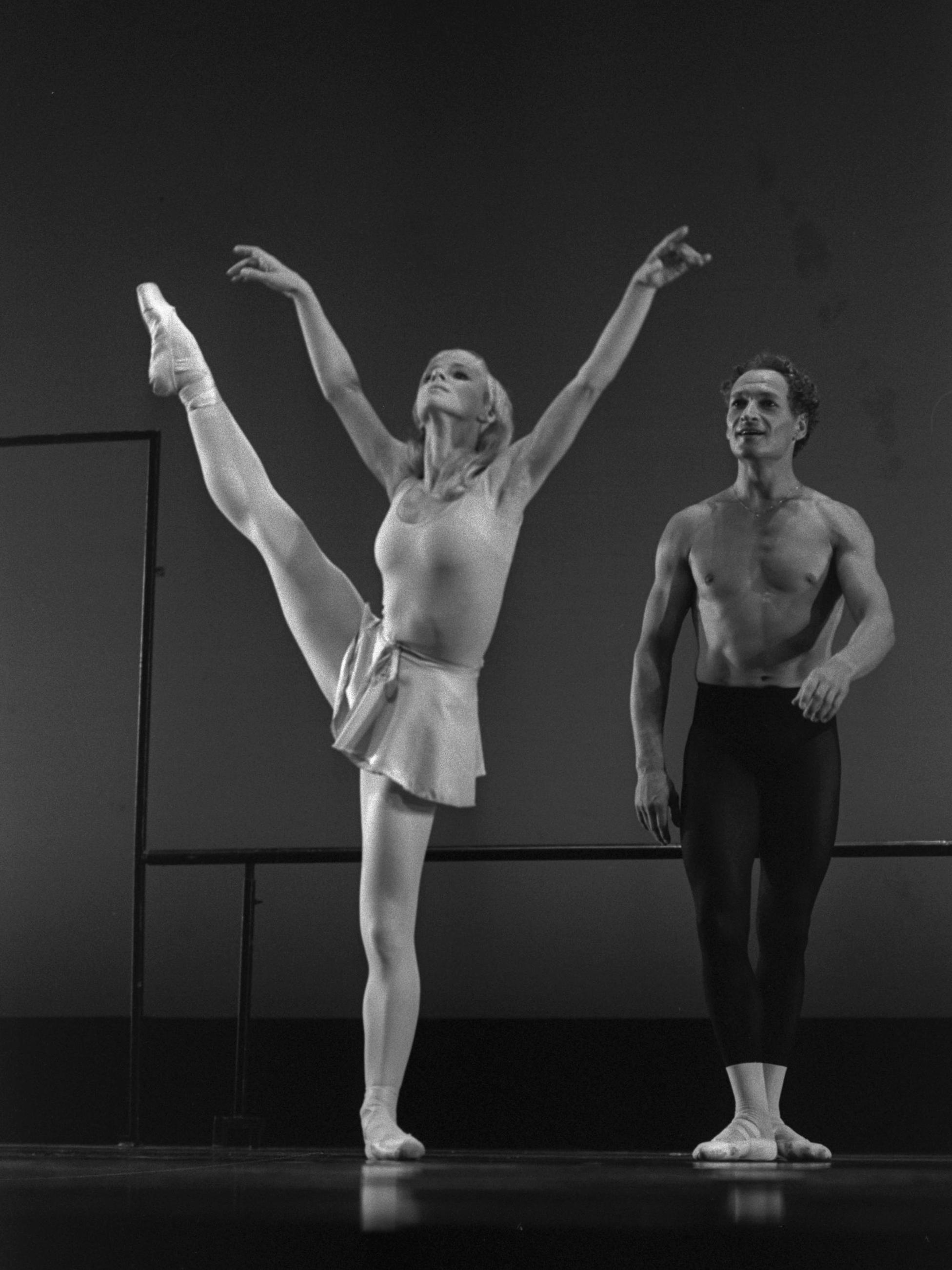
رقصندگان معروف باله اسرائیلی، والری و گالینا پانوف که باله پانوف را در اشدود تأسیس کردند.

رقص در اسرائیل (به انگلیسی: Dance in Israel) طیف گسترده‌ای از سبک‌های رقص، از رقص سنتی محلی اسرائیلی تا باله، رقص مدرن، رقص بالروم و فلامنکو را در بر می‌گیرد.
رقص معاصر در اسرائیل موجب تحسین بین‌المللی شده است. طراحان رقص اسرائیلی، از جمله اوهاد ناهارین (Ohad Naharin) و باراک مارشال، از مطرح‌ترین و اصیل‌ترین پدید آورندگان بین‌المللی در حال فعالیت حال حاضر به‌شمار می‌روند.
مردم از سراسر اسرائیل و بسیاری از کشورهای دیگر برای جشنواره سالانه رقص در شهر کرمیئیل حضور می‌یابند که در ماه ژوئیه برگزار می‌شود. جشنواره رقص کرمیئیل، اولین بار در سال ۱۹۸۷ برگزار شد و بزرگ‌ترین جشن رقص در اسرائیل است که طی سه یا چهار روز و شب با شرکت ۵۰۰۰ رقصنده یا بیشتر از این تعداد، و یک چهارم میلیون تماشاگر در مرکز الجلیل برگزار می‌شود. برگزاری این جشن‌ها که آغاز آن به عنوان یک رویداد رقص محلی اسرائیلی بود، اکنون شامل اجراها، کارگاه‌های آموزشی، و جلسه‌های رقص سبک اوپن (open dance) برای انواع فرم‌های رقص و ملیت‌های مختلف است. طراح رقص یوناتان کارمون (Yonatan Karmon) جشنواره رقص کرمیئیل را برای ادامه رسم جشنواره رقص اسرائیلی دالیای گوریت کادمن (Gurit Kadman) ایجاد کرد که در دهه ۱۹۶۰ به فعالیت خود پایان داد.
شرکت‌ها و طراحان معروف رقص از سراسر جهان برای اجرا و برگزاری کلاس‌های پیشرفته به اسرائیل آمده‌اند. در ماه ژوئیه ۲۰۱۰، میخائیل باریشنیکوف برای اجرای برنامه به اسرائیل آمد.

## رقص محلی

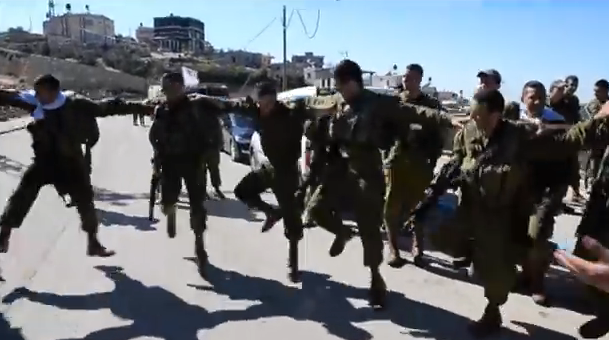
سربازان اسرائیلی در حال رقص دابکا در خیابان.

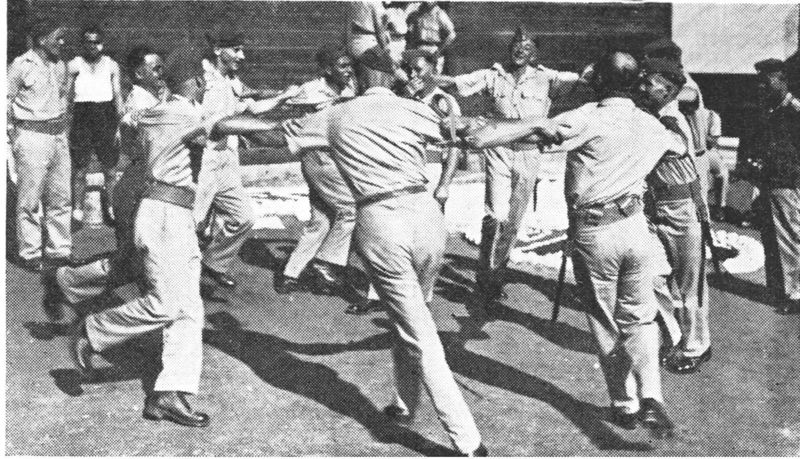
سربازان اسرائیلی در حال رقص هوراه در سال ۱۹۴۸.

رقص محلی اسرائیلی، رقص‌های محلی همچون هوراه (Horah) و رقص‌هایی که با گام یمنی (Tza’ad Temani) آمیخته شده را دربر گرفته است. رقص محلی اسرائیلی همچنین رقص دبکه را شامل می‌شود که رقص خاورمیانه از ناحیه شام (اسرائیل، لبنان، سوریه) است و رقصی متداول بوده که بیشتر توسط اعراب اسرائیل انجام می‌شود، هر چند در بین جوانان اسرائیلی محبوب‌ترین رقص است. در زبان عبری، رقص دبکه به «دابکا» (زبان عبری :דבקה) معروف است که از اصطلاح عربی به معنی «کوبیدن پا» (stomping of feet) گرفته شده است. رقص جهت کنار آمدن فرهنگ عرب-اسراییل با یکدیگر بسیار مناسب است.

## رقص معاصر
یکی از پیشروان رقص مدرن در اسرائیل، گرترود کراوس بود که در سال ۱۹۳۵ در دوران فلسطین تحت قیمومت بریتانیا مهاجرت کرد و کمپانی رقص مدرن وابسته به اپرای فولک تل‌آویو (Tel Aviv Folk Opera) را تأسیس کرد. در بین سال ۱۹۵۰ تا ۱۹۵۱، او تئاتر باله اسرائیل را تأسیس کرد و خودش مدیر هنری آن گردید. رقص معاصر در اسرائیل از رقص محلی اسرائیلی و سنت‌های اروپایی تاثیر گرفته است.

## فلامنکو
در سال ۲۰۱۰، رقصنده فلامنکو اسرائیلی به نام سیلویا دوران، توسط پادشاه اسپانیا خوآن کارلوس یکم به خاطر تعلیم نسل‌هایی از رقصنده فلامنکو در استودیوی خود در تل‌آویو مورد تجلیل قرار گرفت که این تقدیر، به دلیل «همکاری در ترویج فرهنگ و مردم اسپانیا» توسط او، انجام گرفت.

## جشنواره‌های رقص
جشنواره رقص کرمیئیل یک رویداد سالانه است که از سال ۱۹۸۷ شروع شد. این جشنواره که به‌طور معمول طی ۳ روز و شب در ماه ژوئیه برگزار می‌شود شامل اجرای رقص، کارگاه‌های آموزشی و جلسه‌های رقص سبک اوپن است. این جشنواره در ابتدا به عنوان جشن رقص محلی اسرائیلی برگزار شد ولی امروزه بسیاری از گروه‌های مختلف رقص را دربر گرفته است که هزاران رقصنده و صدها هزار تماشاگر از اسرائیل و خارج از این کشور را جذب می‌کند. در طی برگزاری این جشنواره دو مسابقه اصلی رقص، یکی مسابقه رقص ایال بن یوشع (Eyal ben Yehoshua) و دیگری مسابقه رقص محلی (فولک) به یاد رقصنده عاشری هیور (Asheri Hever) برگزار می‌شود.